# Vierseithof um das Haus aus Niedergemünden

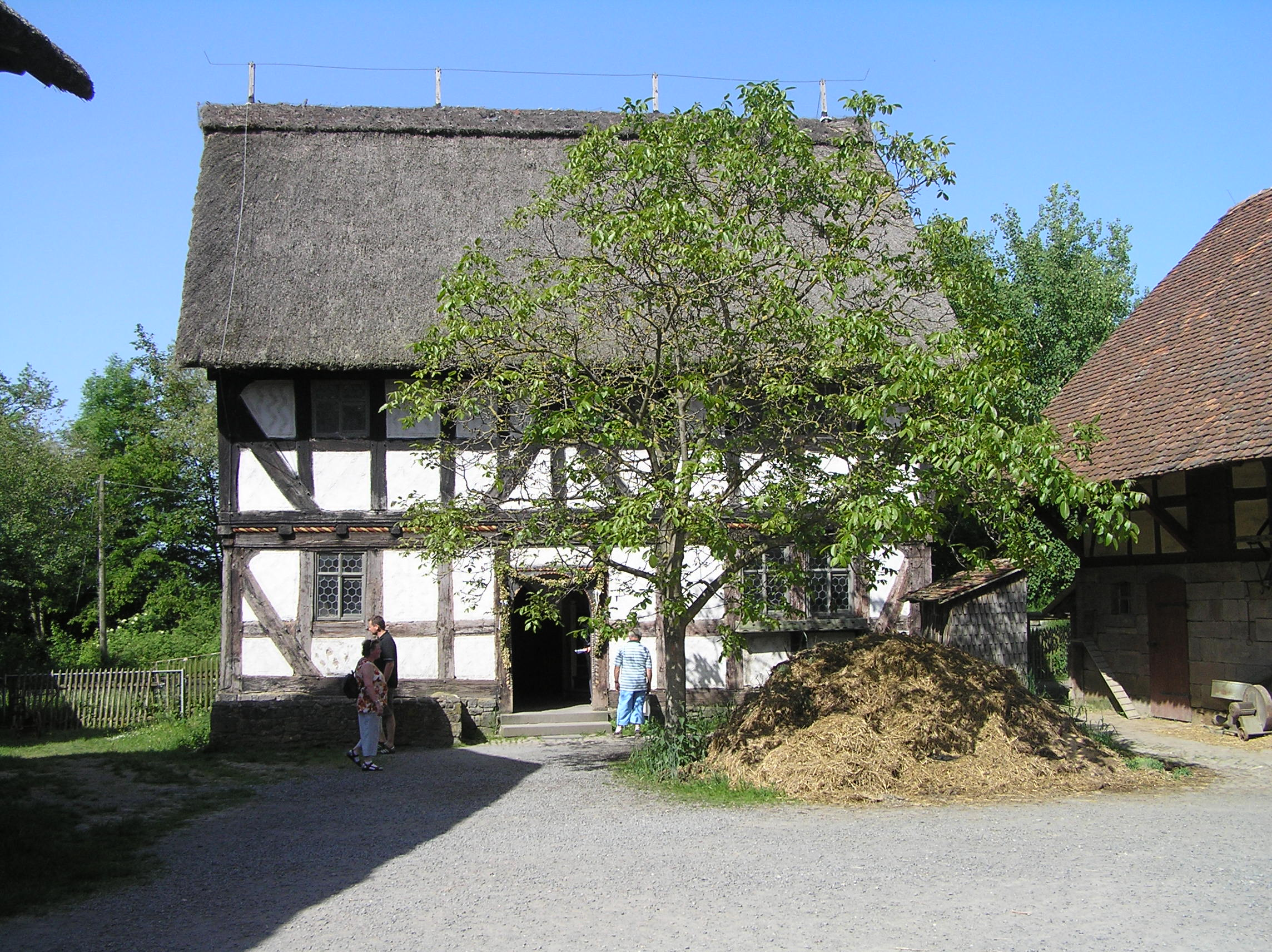
Hessenpark, Haus aus Niedergemünden

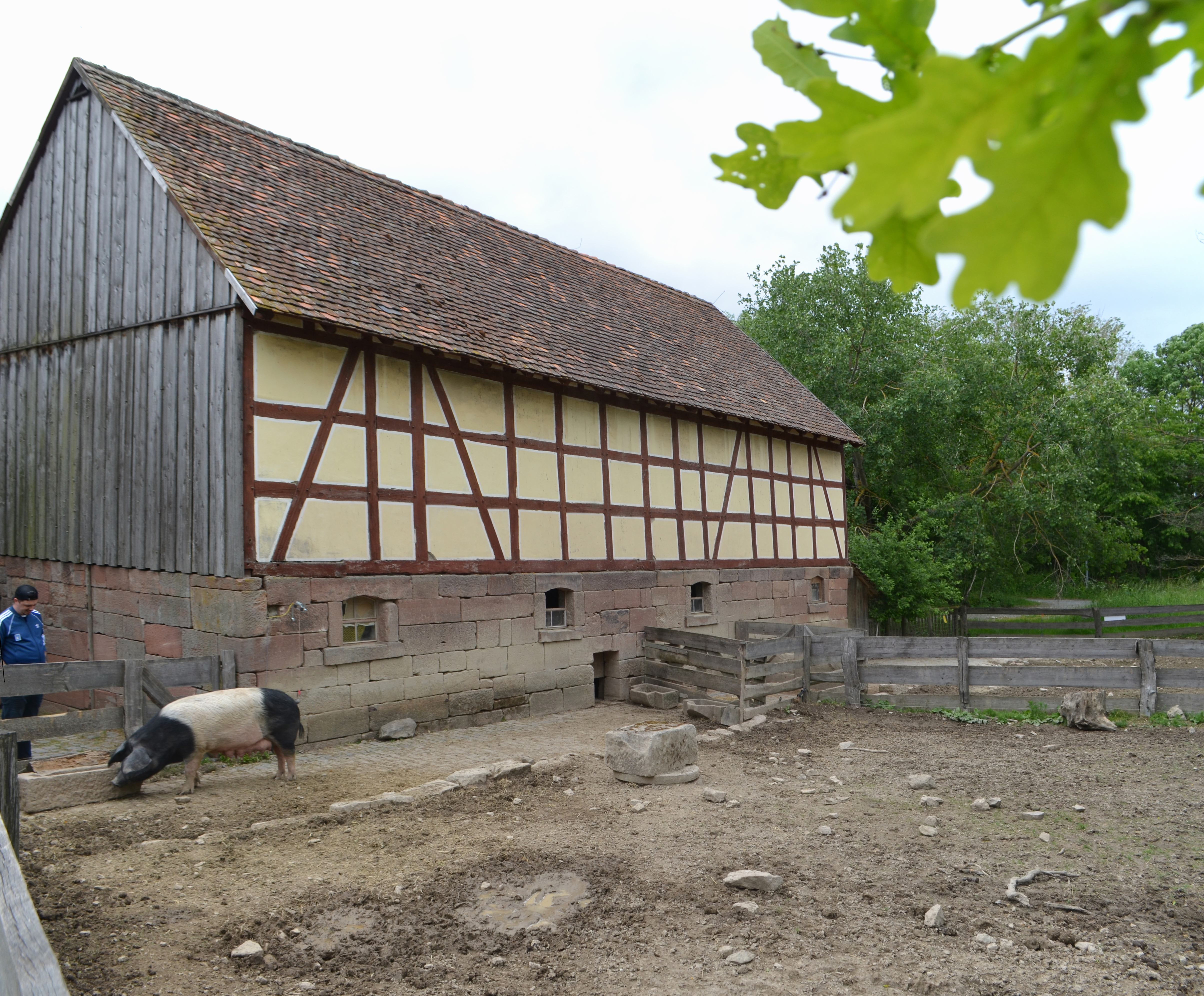
Stall aus Bracht (Rückseite)

Das Haus aus Niedergemünden bildet in der „Baugruppe H – Mittelhessen“ im Hessenpark den Kern eines Vierseithofes auf dem Stand eines wohlhabenden Bauern aus dem Marburger Raum um 1900. Es wurde 1979 in Gemünden (Felda)  abgebaut und im Hessenpark  wiedererrichtet. Das Haus selbst stammt aus der Zeit um 1677. Der Vierseithof wird komplettiert durch eine Scheune aus Wollmar und eine Scheune und einen Stall aus Bracht.

## Geschichte
Der Hof Becker wird 1582 erstmals im Salbuch des Amtes Burg-Gemünden erwähnt. Es war damals einer der drei landgräflich-hessischen Höfe des Ortes. Seit 1618 sind die Eigentümer dank der erhaltenen Kirchbücher namentlich bekannt.
1810 umfasste der Hof etwa 60 Morgen Land. Seit Beginn des 20. Jahrhunderts wurden mehrere Flurbereinigungen durchgeführt, um Flächen zusammenzulegen. 1980 hatte der Hof eine Fläche von 13,7 Hektar.
Der Wert der Gebäude des Anwesens wird 1831 mit 1220 Gulden angegeben, von denen 500 Gulden auf das Haupthaus entfielen.
Ende der 1950er Jahre stand das Haus dem Ausbau der Landesstraße 3073 im Wege. Hinter der Stallscheune erbaute Familie Becker 1978/79 ein neues Wohnhaus. März/Juni 1979 wurde das alte Haupthaus demontiert und in den Hessenpark verbracht, wo es im Sommer 1981 wieder aufgebaut wurde.

## Eigentümer
- Dreyß, Hans und Dreß, Donges (1582)
- Threis, Peter (Hans Sohn) (Heirat 1605; † 1619)
- Threiß, Hans (* 1616; † 1665)
- Threiß, Peter (* 1650; † 1714)
- Threiß, Johannes (* 1688; † 1758)
- Threiß, Johann (* 1725; † 1755)

Aufgrund Johanns frühem Tod heiratet dessen Witwe Anna Katharina geb. Lotz Johann Heinrich Feldmann
- Feldmann, Johann Heinrich (* 1716; † 1762)
- Feldmann, Johannes (* 1760; † 1817)
- Feldmann, Johann Heinrich (* 1797; † 1869)
- Feldmann, Wilhelm (* 1818; † 1885)

1876 wird Feldmann wegen verschwenderischer Lebensweise unter Kuratel gestellt. Seine Tochter Marie und ihr Mann Karl Friedrich Fisseler übernehmen den Hof.
- Fisseler, Karl Friedrich (* 1846 † 1921)

Der Hoferbe Ludwig Friedrich August Fisseler meldete sich als Gefreiter freiwillig zum Kriegsdienst bei der Niederschlagung des Boxeraufstandes. Auf der Rückfahrt erkrankte er an Typhus und starb in Suez. Die Tochter Lina mit ihrem Mann Karl Becker übernahm den Hof.
- Becker, Karl (* 1874 † 1947)
- Becker, August (* 1904 † 1972)
- Becker, Reinhold (* 1940)